# 多梅尼科·阿切伦扎
多梅尼科·阿切伦扎（義大利語：Domenico Acerenza，1995年1月19日—），意大利男子游泳运动员，2019年世界游泳锦标赛混合团体公开水域游泳银牌得主、2022年世界游泳锦标赛男子10公里公开水域游泳银牌得主和混合团体公开水域游泳铜牌得主。